# The Captains
The Captains è un documentario del 2011 diretto da William Shatner.

## Trama
William Shatner intervista i vari capitani delle navi stellari visti nell'universo di Star Trek.
A proposito del documentario Shatner ha dichiarato: